# Zaskale (powiat skarżyski)
Zaskale – wieś w Polsce położona w województwie świętokrzyskim, w powiecie skarżyskim, w gminie Łączna.
| SIMC    | Nazwa      | Rodzaj    |
| ------- | ---------- | --------- |
| 0274565 | Ostrów     | część wsi |
| 0274571 | Podzagórze | część wsi |

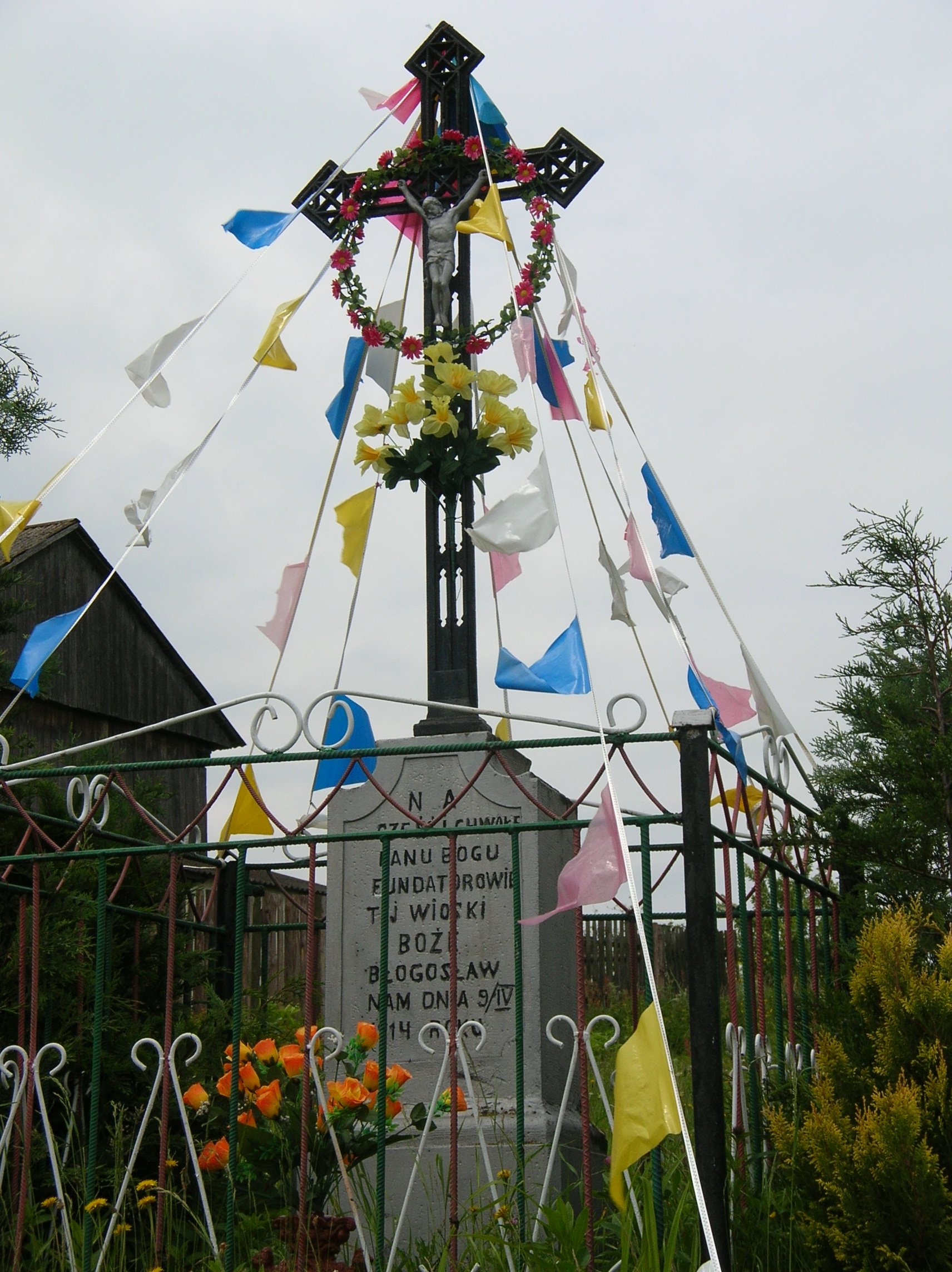
Przydrożny krzyż żeliwny z 1914 we wsi

W latach 1975–1998 miejscowość należała administracyjnie do województwa kieleckiego.
Przez wieś przechodzi zielony szlak turystyczny ze Starachowic do Łącznej.